# NGC 21

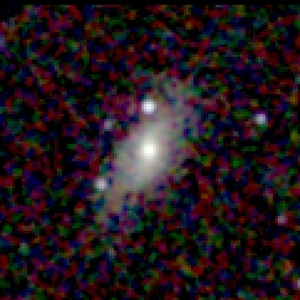
NGC 21 par 2MASS (proche-infrarouge).

NGC 21 est une galaxie spirale intermédiaire située dans la constellation d'Andromède. Cette galaxie a été découverte par l'astronome germano-britannique  William Herschel en 1790 et elle a été inscrite au catalogue NGC sous la désignation NGC 29. L'astronome américain Lewis Swift a observé cette même galaxie le 20 septembre 1885 et elle a été inscrite au catalogue NGC sous la désignation NGC 27.

## Caractéristiques
Sa vitesse par rapport au fond diffus cosmologique est de 4 443 ± 23 km/s, ce qui correspond à une distance de Hubble de 65,5 ± 4,6 Mpc (∼214 millions d'al).
La classe de luminosité de NGC 21 est II-III et elle présente une large raie HI.
À ce jour, 14 mesures non basées sur le décalage vers le rouge (redshift) donnent une distance de 71,964 ± 8,199 Mpc (∼235 millions d'al), ce qui est à l'intérieur des valeurs de la distance de Hubble. 